# 하마베 가호
하마베 가호(일본어: 浜辺 栞帆, 1997년 4월 15일~)는 일본의 AV 여배우이다.